# Comuna de Lądek-Zdrój
Lądek-Zdrój (polaco: Gmina Lądek-Zdrój) é uma gminy (comuna) na Polónia, na voivodia de Baixa Silésia e no condado de Kłodzki. A sede do condado é a cidade de Lądek-Zdrój.
De acordo com os censos de 2006, a comuna tem 8741 habitantes, com uma densidade 74,45 hab/km².

## Área
Estende-se por uma área de 117,4 km².

## Demografia
Dados de 31 de Dezembro de 2006:
|                      | Total   | Total | Mulheres | Mulheres | Homens  | Homens |
| -------------------- | ------- | ----- | -------- | -------- | ------- | ------ |
|                      | pessoas | %     | pessoas  | %        | pessoas | %      |
| População            | 8741    | 100   | 4621     | 52,9     | 4120    | 47,1   |
| Densidade (pop./km²) | 74,5    | 100   | 39,4     | 39,4     | 35,1    | 35,1   |

De acordo com dados de 2005, o rendimento médio per capita ascendia a 1680,15 zł.

## Comunas vizinhas
- Bystrzyca Kłodzka, Kłodzko, Stronie Śląskie, Złoty Stok.